# 大斑石斑魚
大斑石斑魚，為輻鰭魚綱鱸形目鱸亞目鮨科的其中一種，分布於印度太平洋區，從肯亞南部至南非納塔爾，東至馬克薩斯群島海域，棲息深度1-30公尺，體長可達51公分，棲息在潟湖、臨海礁石海域，為底棲性魚類，屬肉食性，以螃蟹、烏賊、魚類等為食，可做為食用魚。

## 擴展閱讀
維基物種上的相關：大斑石斑魚